# Patinação artística na Universíada de Inverno de 1999 - Individual masculino
A competição individual masculino da patinação artística na Universíada de Inverno de 1999 foi realizada em Poprad Tatry, Eslováquia.

## Medalhistas
| Ouro   | CHN Li Yunfei         |
| Prata  | RUS Alexei Vasilevski |
| Bronze | CHN Li Xia            |

## Resultados

### Geral
| Pos.              | Nome               | Nacionalidade | Pontos | PC | PL |
| ----------------- | ------------------ | ------------- | ------ | -- | -- |
| Medalha de ouro   | Li Yunfei          | China         | 1.5    | 1  | 1  |
| Medalha de prata  | Alexei Vassilevski | Rússia        | 3.5    | 3  | 2  |
| Medalha de bronze | Li Xia             | China         | 4.0    | 2  | 3  |
| 4                 | Cornel Gheorghe    | Romênia       | 6.0    | 4  | 4  |
| 5                 | Makoto Okazaki     | Japão         | 7.5    | 5  | 5  |
| 6                 | Roman Serov        | Rússia        | 9.0    | 6  | 6  |
| 7                 | Yamato Tamura      | Japão         | 14.0   | 14 | 7  |
| 8                 | Gabriel Monnier    | França        | 14.0   | 10 | 9  |
| 9                 | Yevgeny Martynov   | Ucrânia       | 14.5   | 13 | 8  |
| 10                | Naiden Boritchev   | Bulgária      | 15.0   | 8  | 11 |
| 11                | Yosuke Takeuchi    | Japão         | 16.0   | 12 | 10 |
| 12                | Zhang Min          | China         | 16.5   | 7  | 13 |
| 13                | Frédéric Dambier   | França        | 17.5   | 11 | 12 |
| 14                | Vladislav Hluchy   | Eslováquia    | 18.5   | 9  | 14 |
| 15                | Jordi Pedro Roya   | Espanha       | 22.5   | 15 | 15 |
| 16                | Vladimir Futas     | Eslováquia    | 24.5   | 17 | 16 |
| 17                | Jin Yun-ki         | Coreia do Sul | 25.0   | 16 | 17 |
| WD                | Ilia Klimkin       | Rússia        | —      | WD |    |
| WD                | Alexei Kozlov      | Estônia       | —      | WD |    |

Legenda
| Recorde mundial      | Recorde mundial (World record)               |                       | Recorde africano                      | Recorde africano (African) |                                           | Q | Classificado por posição (Qualified) |
| Recorde olímpico     | Recorde olímpico (Olympic record)            | Recorde da América    | Recorde da América (Americas)         | q                          | Classificado por melhor tempo (Qualified) |   |                                      |
| Melhor marca do ano  | Melhor marca do ano (World leading)          | Recorde asiático      | Recorde asiático (Asian)              | DNS                        | Não largou (Did not start)                |   |                                      |
| Recorde nacional     | Recorde nacional (National record)           | Recorde europeu       | Recorde europeu (European)            | DNF                        | Não terminou (Did not finish)             |   |                                      |
| Recorde pessoal      | Recorde pessoal do atleta (Personal best)    | Recorde da Oceania    | Recorde da Oceania (Oceania)          | DSQ / DQ                   | Desclassificado (Disqualified)            |   |                                      |
| Recorde da temporada | Recorde da temporada do atleta (Season best) | Recorde sul-americano | Recorde sul-americano (South America) | NM                         | Sem marca (No mark)                       |   |                                      |